# 5864 Montgolfier
5864 Montgolfier eller 1983 RC4 är en asteroid i huvudbältet som upptäcktes den 2 september 1983 av den amerikanske astronomen Norman G. Thomas vid Anderson Mesa Station. Den är uppkallad efter bröderna Joseph-Michel och Jacques-Étienne Montgolfier.